# Ильминский сельсовет
Ильминский сельсовет — муниципальное образование со статусом сельского поселения в Никольском районе Пензенской области Российской Федерации.
Административный центр — село Ильмино.

## История
Статус и границы сельского поселения установлены Законом Пензенской области от 2 ноября 2004 года № 690-ЗПО «О границах муниципальных образований Пензенской области».
22 декабря 2010 года в соответствии с Законом Пензенской области № 1992-ЗПО в состав сельсовета включена территория упраздненного Соколовского сельсоветов.

## Население
| 2002 | 2010 | 2012  | 2013  | 2014  | 2015  | 2016 |
| ---- | ---- | ----- | ----- | ----- | ----- | ---- |
| 1144 | ↘831 | ↗1180 | ↘1110 | ↘1054 | ↘1015 | ↘999 |
| 2017 | 2018 | 2021  |       |       |       |      |
| ↘969 | ↘945 | ↘871  |       |       |       |      |

## Состав сельского поселения
| № | Населённый пункт | Тип населённого пункта       | Население |
| - | ---------------- | ---------------------------- | --------- |
| 1 | Александровка    | деревня                      | 44        |
| 2 | Гремячевка       | село                         | ↘4        |
| 3 | Журавли          | посёлок                      | 0         |
| 4 | Ильмино          | село, административный центр | ↘765      |
| 5 | Нечаевка         | село                         | ↘18       |
| 6 | Соколовка        | село                         | ↘168      |
| 7 | Усть-Инза        | село                         | ↘245      |
| 8 | Черняевка        | деревня                      | 0         |